# 7326 Тедбанч
7326 Тедбанч (7326 Tedbunch) — астероїд головного поясу, відкритий 24 жовтня 1981 року.
Тіссеранів параметр щодо Юпітера — 3,469.